# Davidius trox
Davidius trox – gatunek ważki z rodziny gadziogłówkowatych (Gomphidae).